# Arthritica helmsi
Arthritica helmsi is een tweekleppigensoort uit de familie van de Lasaeidae. De wetenschappelijke naam van de soort is voor het eerst geldig gepubliceerd in 1915 door Hedley.